# 緋鍵龍彥
緋鍵龍彥（日语：／ Hikagi Tatsuhiko，9月1日—），日本漫畫家、插畫家。男性。

## 來歷
1980年代出生。
2002年，以漫畫選集《小鳥館》第一冊（茜新社）中的首次亮相。
在參與了《COMIC LO》（茜新社）和《電擊黑「魔）王》（MediaWorks—ASCII Media Works）的工作後，他在《月刊Comic Alive》（Media Factory）上從2009年5月號至2015年9月號連載了《斷裁分離的罪惡之剪》。
2012年11月22日，《斷裁分離的罪惡之剪》單行本第6冊的書腰上宣布將於2013年春天開始電視動畫改編，該作品於2013年4月至6月作為電視動畫播出。
2015年，《放學後的老師》在《月刊COMIC CUNE》（KADOKAWA、Media Factory）從10月號到2016年8月號連載。
2017年，在《Good！Afternoon》（講談社）第7期開始連載。

## 作品列表

### 一般
漫畫
- 《放學後的老師》（芳文社《Manga Time Kirara Carat》2007年11、12月號）

《放學後的老師》（KADOKAWA、Media Factory、〈MFC CUNE系列〉）漫畫中收錄
- 《唐傘才媛（日语：唐傘の才媛）》（MediaWorks→ASCII Media Works《電擊黑「魔）王（日语：電撃黒「マ）王）》2007年Vol.2—2010年Vol.12（最終號[8]），〈電擊Comics〉，全2冊）
- 《斷裁分離的罪惡之剪》（KADOKAWA、Media Factory《月刊Comic Alive》2009年5月號—2015年9月號[9]，〈MF Comics Alive系列〉，全11冊）
- 《放學後的老師》（KADOKAWA、Media Factory《月刊COMIC CUNE》2015年10月號—2016年8月號，〈MFC CUNE系列〉，全1冊）
  1. 2016年8月27日發行[10] ISBN 978-4-04-068614-1
- （講談社《Good！Afternoon》2017年7號[7]—2018年4號，〈Afternoon KC〉，全2冊）
  1. 2017年11月7日發行[11] ISBN 978-4-06-510320-3
  2. 2018年5月7日發行[12] ISBN 978-4-06-511389-9
-  （KADOKAWA、Media Factory《月刊Comic Alive》2020年10月號[13]—2021年7月號[14]，〈MF Comics Alive系列〉，全3冊）
  1. 2020年2月21日發行[15] ISBN 978-4-04-064365-6
  2. 2020年10月23日發行[16] ISBN 978-4-04-064963-4
  3. 2021年6月23日發行[17] ISBN 978-4-04-680403-7
- （KADOKAWA《Alive＋》2023年8月25日[18]—2024年5月24日[19]，〈MF Comics Alive＋系列〉，全2冊）
  1. 2023年9月28日發行[20] ISBN 978-4-04-811243-7
  2. 2024年6月28日發行[21] ISBN 978-4-04-811285-7

插畫
- 《我的愛馬很兇惡》（2007年3月30日發行[22]，著：新井輝（日语：新井輝），KADOKAWA、enterbrain〈Fami通文庫〉 ISBN 978-4-7577-3424-1）
- [23]（2007年5月24日發行[24]，著：嬉野秋彥（日语：嬉野秋彦），集英社〈Super Dash文庫〉 ISBN 978-4-08-630360-6）

動畫
- 《屬性同好會》（第7話片尾插圖，2014年）

### 成人
- （2007年4月23日發行[25]，茜新社〈TENMACOMICS LO〉 ISBN 978-4-87182-911-3）

### 未發表在單行本的作品
- 幸福家庭計畫（笠倉出版社《小萌》vol.5，2004年2月）
- （BiBLOS（日语：ビブロス (出版社)）《Colorful Drops》2005年12月號—2006年2月號）
- R.EQUIPMENT（茜新社《COMIC LO》2007年7月號）[26]
- （茜新社《COMIC LO》2007年9月號）[27]
- （茜新社《COMIC LO》2007年12月號）[28]
- （茜新社《COMIC LO》2008年4月號）[29]
- （茜新社《COMIC LO》2008年7月號）[30]
- （茜新社《COMIC LO》2011年3月號）[31]
- "MINE"Sweeper（集英社《週刊Young Jump增刊青春（日语：アオハル）》0.5號，2011年8月2日發行）[32]
- （茜新社《COMIC LO》2020年11月號）[33]

## 貢獻等
- 四季（秋）（《GANGAN ONLINE》2008年10月2日公開）—插圖
- 《月刊Comic Alive》作家為東日本大地震受災地區支援的訊息插圖（2011年3月[34]）
- 春野友矢應援插圖小冊子（2012年10月[35]）—應援插圖[35]
- 《忌火之閻狐神》第1冊購入特典摺疊式傳單（2013年6月27日發行[36]）—插圖[36]
- 《電器街的漫畫店》廣播劇CD「電器街的漫畫店廣播劇CD ～馬之骨的人們～」（2013年8月5日發行[37]）—應援插圖[37]
- 《屬性同好會》電視動畫藍光&DVD初回生產特典官方選集（2014年[38]）
- 《瑪莉亞狂熱》第14冊特別版小冊子（2015年2月23日發行[39]）—插圖貢獻[39]

## 腳註

## 相關項目
- 日本漫畫家列表
- 日本成人漫畫家列表（日语：日本の成人向け漫画家の一覧）

## 外部連結
- KEY FOLDER （日語）—緋鍵龍彥的官方個人網站。
- 緋鍵龍彥的X（前Twitter） （日語）
- 緋鍵龍彥的pixiv （日語）
- 緋鍵龍彥 （日語）—BOOTH